# Wital Szyszou

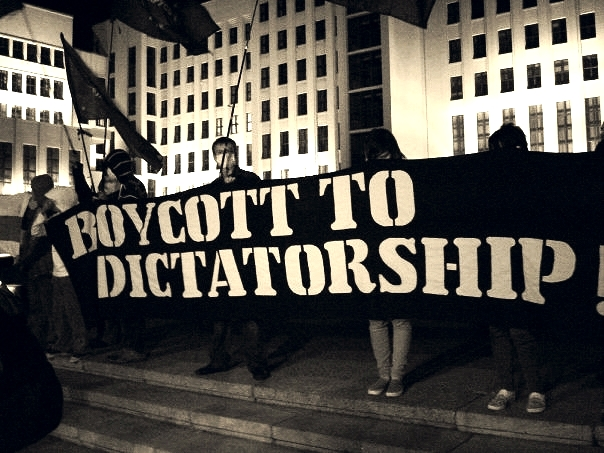
Protesty po wyborach parlamentarnych w Mińsku, 2008

Wital Wasiljewicz Szyszou (biał. Віталь Васільевіч Шышоў; ur. prawdopodobnie w 1995 roku w Rzeczycy, zm. 2/3 sierpnia 2021 w Kijowie) – białoruski prodemokratyczny aktywista polityczny i działacz na rzecz praw człowieka, uchodźca. Zaginął na początku sierpnia 2021. Niedługo później został znaleziony martwy. Był przewodniczącym Domu Białoruskiego na Ukrainie. Organizacja ta pomaga uczestnikom protestów przeciwko reelekcji Alaksandra Łukaszenki na prezydenta Białorusi uciec przed prześladowaniami i represjami ze strony białoruskiego rządu. Szyszou zaginął w wieku 26 lat, gdy wyszedł ze swojego domu w Kijowie. Później został znaleziony martwy; wisiał na drzewie w parku w pobliżu miejsca, w którym mieszkał. Szokujący i niespodziewany charakter jego śmierci wzbudził liczne kontrowersje, obawy i spekulacje miejscowej opinii publicznej. Sugerowano, że Szyszou mógł zostać zamordowany. Uważa się, że za jego śmiercią mogą stać agenci działający na zlecenie białoruskiego rządu.

## Życiorys
Szyszou pochodził z Rzeczycy, miejscowości leżącej w obwodzie homelskim na Białorusi, w pobliżu granicy z Ukrainą i Rosją.
Po przeprowadzeniu wyborów prezydenckich i reelekcji Alaksandra Łukaszenki w sierpniu 2020 roku, który sprawuje urząd głowy państwa nieprzerwanie od 1994 roku, oraz w rezultacie protestów opozycji białoruskiej, Szyszou i jego dziewczyna Bażena Żołudź postanowili opuścić Białoruś.
Mieszkając na Ukrainie, Szyszou zdawał sobie sprawę z możliwych zagrożeń i niebezpieczeństw związanych z represjami ze strony władz białoruskich. Zajął się więc fotografowaniem tablic rejestracyjnych samochodów, a także podejrzanych ludzi, których widział w Kijowie.

## Śmierć
2 sierpnia 2021 Szyszou jak co rano założył swój strój do biegania i wyszedł.
Później, jeszcze tego samego dnia jego partnerka poszła na posterunek policji w Kijowie i zgłosiła jego zaginięcie. Następnego dnia znaleziono go powieszonego w jednym z parków w pobliżu jego miejsca zamieszkania. Ukraińska policja wszczęła postępowanie wyjaśniające w sprawie jego śmierci, by ustalić, czy było to samobójstwo, czy „zabójstwo dokonane świadomie i z premedytacją, które miało wyglądać na samobójstwo”. Jeden z oficerów ukraińskiej policji podkreślił, że gdy go znaleziono, jego skóra była złuszczona, a na jego ciele ujawniono liczne otarcia i ślady po pobiciu.

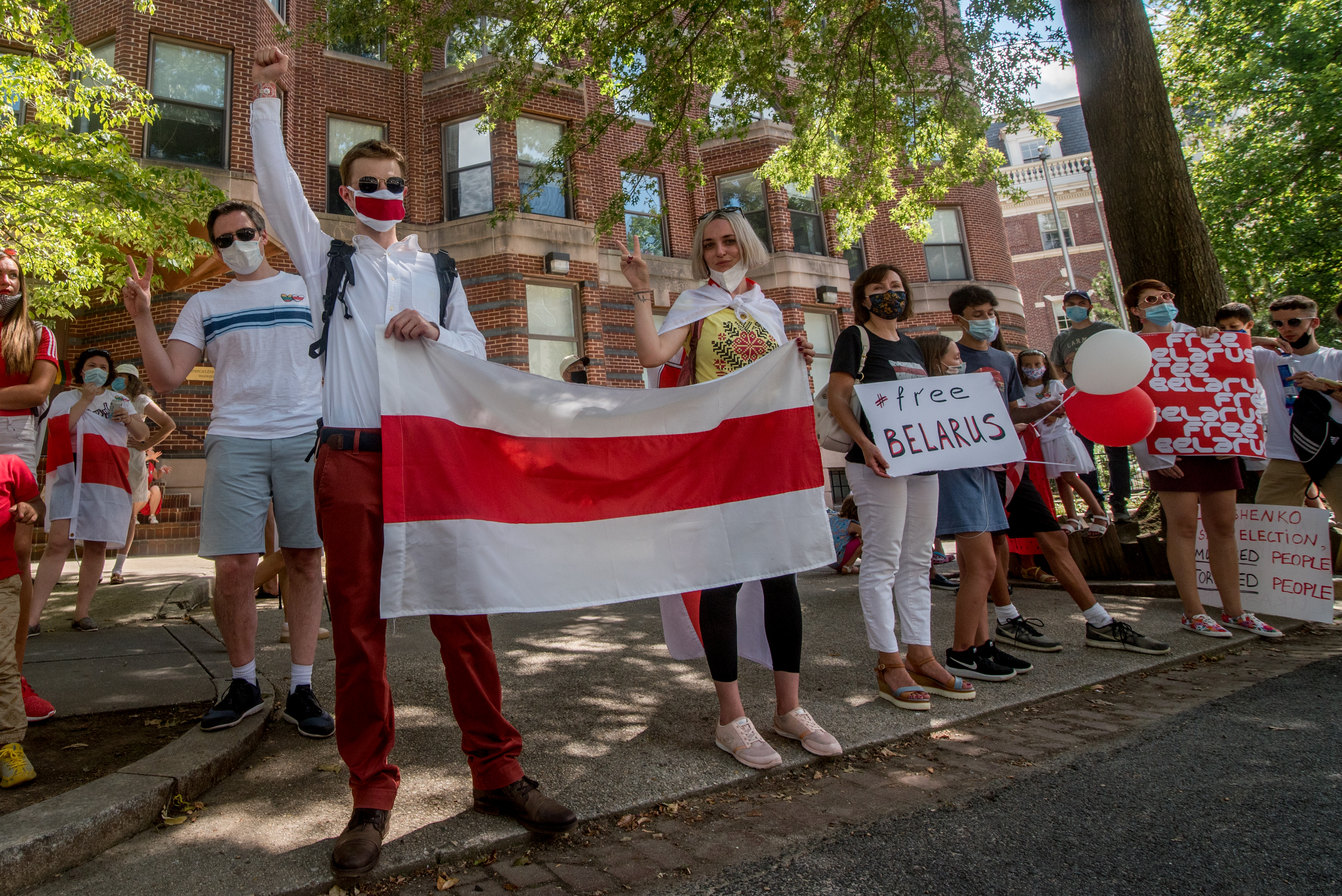
Pikieta zwolenników demokracji przed Ambasadą Białorusi w Waszyngtonie, sierpień 2020

Na tydzień przed śmiercią Szyszou pomagał w zorganizowaniu wiecu w Kijowie z okazji 31. rocznicy ogłoszenia niepodległości Białorusi od Związku Radzieckiego. Sam Wital, a także Białoruski Dom na Ukrainie (BHU) otrzymywali w tym czasie groźby. Jeden z kolegów Witala stwierdził, że ukraińscy funkcjonariusze służb bezpieczeństwa, a także policja wielokrotnie ostrzegali BHU przed groźbami kierowanymi pod adresem aktywistów: „Powiedzieli nam, że powinniśmy się pilnować, ponieważ działa tu białoruska siatka KGB”. BHU stwierdził w wydanym później oświadczeniu, że „byli oni wielokrotnie ostrzegani przez lokalne media i naród białoruski o możliwych prowokacjach, powodujących eskalację napięcia. Ostrzegano także przed możliwymi próbami porwań i zabójstw. Wital zareagował na te ostrzeżenia ze spokojem i dystansem”.
Podobny incydent miał miejsce rok wcześniej. W 2020 roku na Białorusi znaleziono 28-letniego działacza prodemokratycznego Nikitę Kriwcowa powieszonego na drzewie w lesie pod Mińskiem.
Po śmierci Szyszoua prezydent Ukrainy Wołodymyr Zełenski nakazał organom ścigania ściślejszą ochronę białoruskich uchodźców.
Na konferencji prasowej zorganizowanej 9 sierpnia prezydent Łukaszenka zaprzeczył, jakoby białoruskie służby bezpieczeństwa miały coś wspólnego z zabójstwem Szyszoua, nazywając aktywistę „nikim”.